# Enrique Berenguer
Enrique Berenguer (1137-1150) fue el hijo mayor legítimo del rey de romanos Conrado III y de su segunda esposa Gertrudis de Sulzbach. 
Su nombre fue elegido en honor del abuelo materno de su padre, el emperador Enrique IV y del padre de su madre, el conde Berenguer II de Sulzbach.
Antes de partir a la Cruzada, Conrado III aseguró la elección de su hijo Enrique como correy en marzo de 1147 y fue coronado el 30 de marzo en Aquisgrán, de forma que ya parecía asegurada la sucesión. El reino estuvo bajo la regencia de Enrique, arzobispo de Maguncia. 
Sin embargo, no sobrevivió a su padre ya que murió en 1150 y fue enterrado en el monasterio de Lorsch. 
| Predecesor: Lotario II | Rey de romanos 1138-1152 correy con Conrado III (1147-1150) | Sucesor: Federico I |

- Datos: Q698449